# Aquaman and the Others
Aquaman and the Others — серия комиксов, которую в 2014—2015 годах издавала компания DC Comics.

## Синопсис
Неизвестный пытается заполучить артефакты атлантов. Ему противостоят Аквамен и его товарищи.

### Выпуски
| №  | Дата выхода    | Кол-во страниц | Оценка на Comic Book Roundup    | Предполагаемый объём продаж (первый месяц) |
| -- | -------------- | -------------- | ------------------------------- | ------------------------------------------ |
| 1  | 2 апреля 2014  | 32             | 6,6 из 10 на основе 23 рецензий | 34 056, позиция в Северной Америке — 62    |
| 2  | 7 мая 2014     | 32             | 6,1 из 10 на основе 9 рецензий  | 26 198, позиция в Северной Америке — 87    |
| 3  | 4 июня 2014    | 32             | 5,3 из 10 на основе 4 рецензий  | 23 109, позиция в Северной Америке — 101   |
| 4  | 2 июля 2014    | 32             | 5,8 из 10 на основе 5 рецензий  | 20 520, позиция в Северной Америке — 144   |
| 5  | 6 августа 2014 | 32             | 7 из 10 на основе 2 рецензий    | 18 639, позиция в Северной Америке — 123   |
| 6  | 1 октября 2014 | 32             | 2,5 из 10 на основе 1 рецензии  | 17 086, позиция в Северной Америке — 164   |
| 7  | 5 ноября 2014  | 32             | 4,2 из 10 на основе 3 рецензий  | 15 859, позиция в Северной Америке — 136   |
| 8  | 3 декабря 2014 | 32             | 4,7 из 10 на основе 3 рецензий  | 14 822, позиция в Северной Америке — 161   |
| 9  | 7 января 2015  | 32             | 3,5 из 10 на основе 2 рецензий  | 13 586, позиция в Северной Америке — 154   |
| 10 | 4 февраля 2015 | 32             | 7 из 10 на основе 2 рецензий    | 12 821, позиция в Северной Америке — 165   |
| 11 | 4 марта 2015   | 32             | 6 из 10 на основе 2 рецензий    | 12 444, позиция в Северной Америке — 161   |

### Ваншоты
| Название                               | Дата выхода      | Кол-во страниц | Оценка на Comic Book Roundup   | Предполагаемый объём продаж (первый месяц) |
| -------------------------------------- | ---------------- | -------------- | ------------------------------ | ------------------------------------------ |
| Aquaman and the Others: Futures End #1 | 24 сентября 2014 | 32             | 5,1 из 10 на основе 8 рецензий | 46 549, позиция в Северной Америке — 59    |

### Сборники
| Название                                       | Тип            | Дата выхода    | Собранный материал                                                                            | Кол-во страниц | ISBN           | Предполагаемый объём продаж (первый месяц) |
| ---------------------------------------------- | -------------- | -------------- | --------------------------------------------------------------------------------------------- | -------------- | -------------- | ------------------------------------------ |
| Aquaman and the Others Vol. 1: Legacy of Gold  | Мягкая обложка | 21 января 2015 | Aquaman and the Others #1-5, Aquaman #20, Aquaman Annual #1                                   | 176            | 978-1401250386 | 1 854, позиция в Северной Америке — 38     |
| Aquaman and the Others Vol. 2: Alignment Earth | Мягкая обложка | 24 июня 2015   | Aquaman and the Others #6-11, Aquaman: Futures End #1, Aquaman and the Others: Futures End #1 | 144            | 978-1401253318 | 1 334, позиция в Северной Америке — 98     |

## Отзывы
На сайте Comic Book Roundup серия имеет оценку 5,3 из 10 на основе 56 рецензий. Джесс Шедин из IGN дал первому выпуску 6,8 балла из 10 и посчитал, что он был «не совсем удачный». Джим Джонсон из Comic Book Resources, рецензируя дебют, писал, что художники «прекрасно дополняют стиль Юргенса». Аарон Дюран из Newsarama поставил первому выпуску оценку 5 из 10 и отметил, что Лан Медина подходит для работы над этим комиксом. Гейб Карраско из Comics Bulletin вручил дебюту 3 звезды с половиной из 5 и выделял схожесть стиля Медины с художником Иваном Рейсом. Мэт Эльфринг из Comic Vine оценил первый выпуск в 4 звезды из 5 и подчеркнул, что он получился «довольно забавным».